# ピックガード

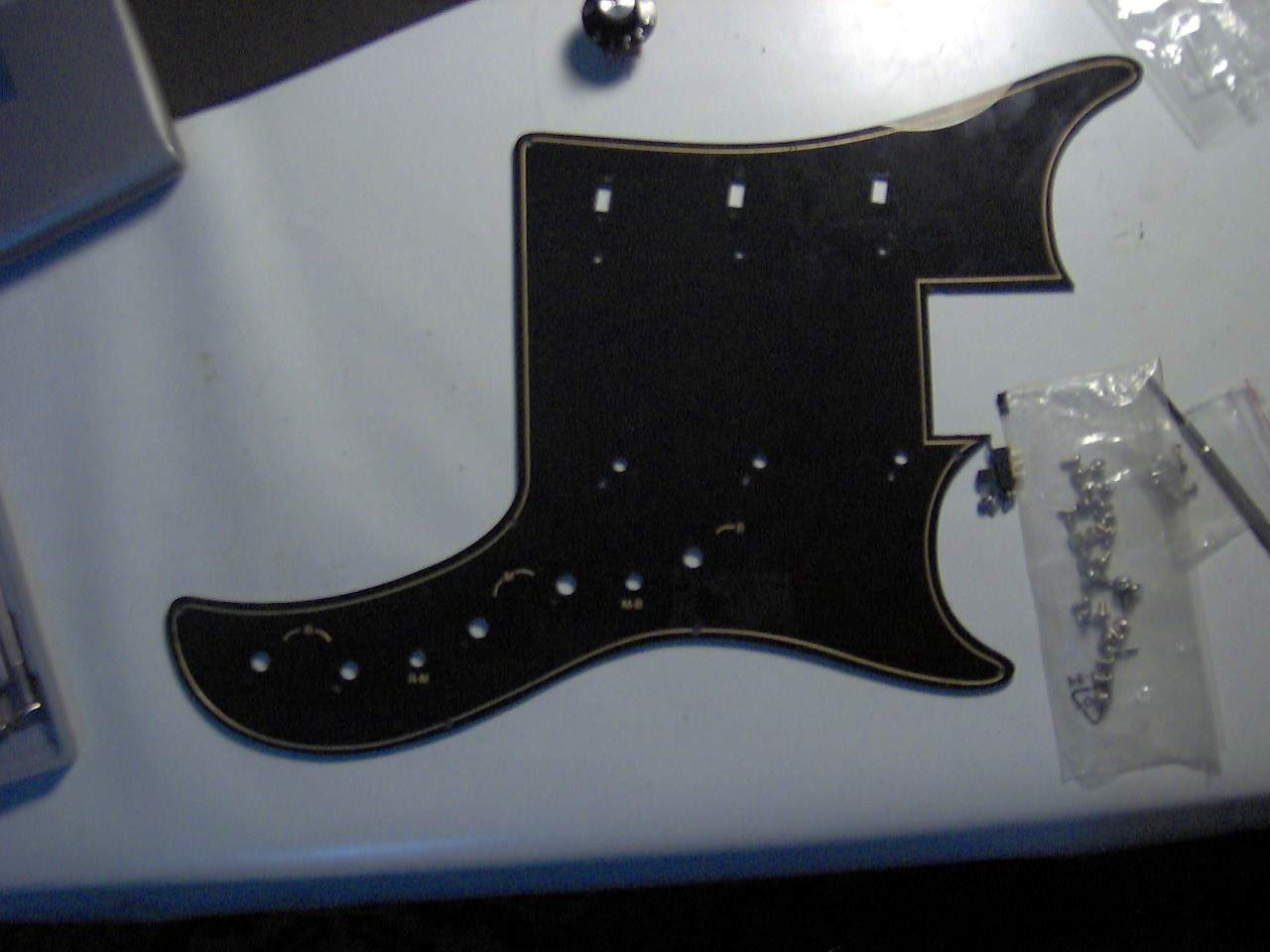
一般的なフェンダースタイルのピックガードと取り付け用のネジなど。写真のピックガードは東ドイツのMusimaというメーカーの物

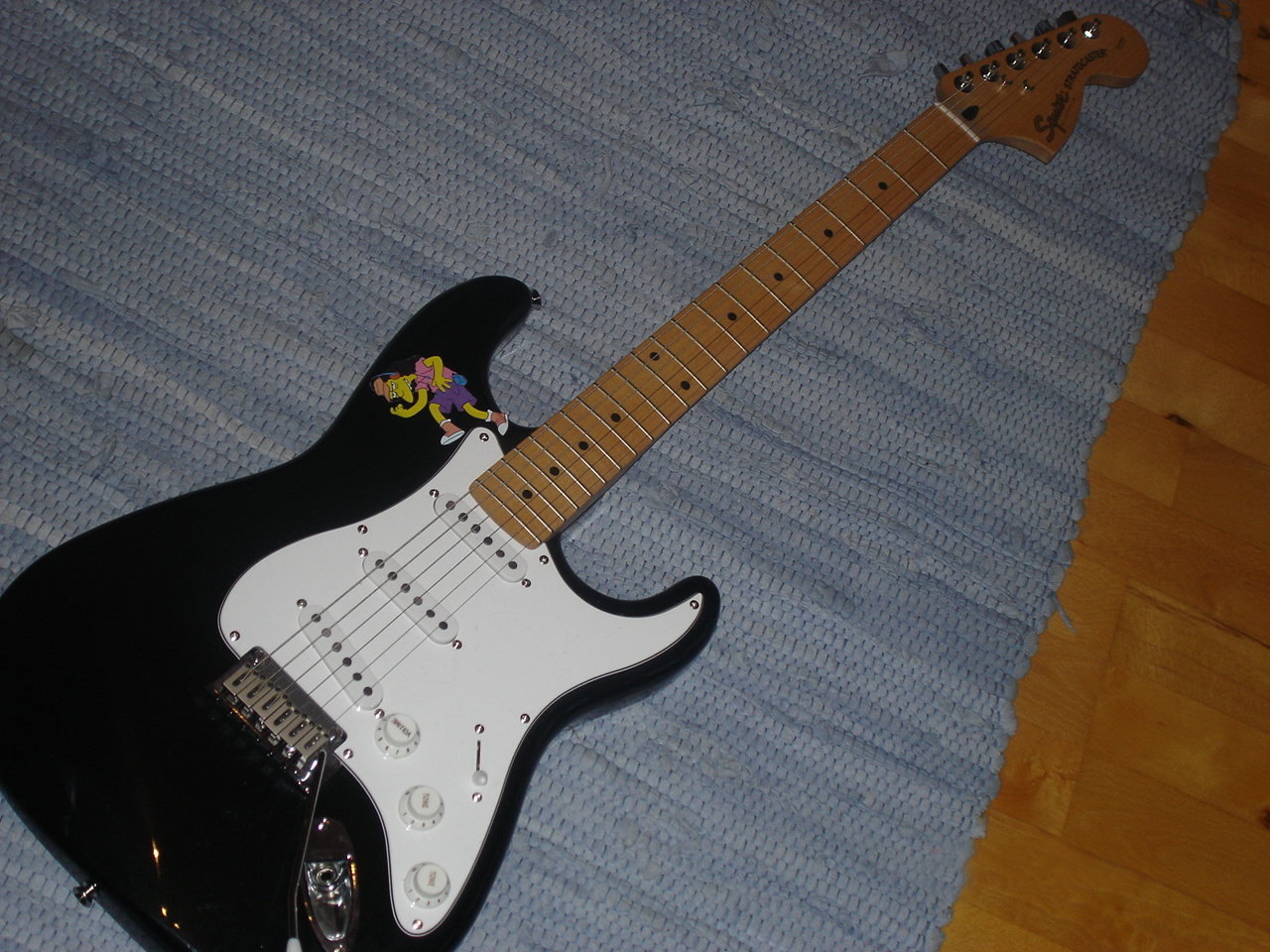
スクワイア・ストラトキャスターの大きなピックガード（白3プライ）

ピックガードはギターやマンドリン等の弦楽器において、ボディ上、弦の下に配された合成樹脂等の薄板である。主目的は楽器の塗装をピッキングによる傷から保護することである。
英語ではスクラッチプレート (scratchplate) とも呼ばれ、フラメンコギターでは「ゴルペ板」「ゴルペアドル」(golpeador) と呼ばれる。
またフィンガーレスト (finger rest) と呼ばれることもある。
実用目的以外に、楽器の修飾のために使用されることもある。またしばしばボディカラーと対照的な色が用いられる（濃色のボディーに白いピックガード、淡色のギターに黒いピックガード等）。合成樹脂の他、アクリル樹脂、ガラス、合板、織物、金属や真珠貝/模造真珠等が使用され、高価なギターではエキゾティック・ウッド、毛皮、皮革、宝石、貴金属、真珠やアワビ真珠といった贅沢な材料も用いられる。
中でも合板はかなり一般的であり、その枚数は「プライ（ply＝層）」で表される。しばしば異なる色の板が重ねられ、例えば白3プライなら「白・黒・白」の3枚板であることが多い。また「1プライ」と表記されていれば、それは単板のことである。
ピックガードはサインを書く一般的な場所でもある。サインされたピックガードは取り外して他のギターに取り付けることも容易である。

## タイプ
様々なデザインや形状があるが、通常はヘッド形状とのマッチングが考慮される。双方とも製造元のロゴや商標が記されることがある。

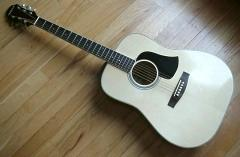
アコースティックギターのピックガード

### アコースティック/クラシックギター
激しいピッキングは表板の塗装を簡単に傷つけてしまう。アコースティックギターに取り付けるピックガードは通常2mmほどの薄いプラスティック板で、サウンドホールの真下に接着される。ボディの共鳴や音色、音量を変えてしまうので、素材は厚すぎたり重すぎたりしてはいけない。初心者が行ってはならないが、傷ついたピックガードは専門家によって取り替え可能である。
マーティンの古いギターで、黒いピックガードが反り、縁がボディから剥がれることがよくある。これは通常問題とはされず、楽器の個性となっている。
クラシック・ギターは通常指で弾くので、ピックガードを付けることは希有である。ただし、フラメンコギターは激しくかき鳴らし、ボディを指や爪で叩くのでサウンドホールの上下にピックガードが付けられる。これは「タッププレート (tap plate)」あるいは「ゴルペ板」と呼ばれる。

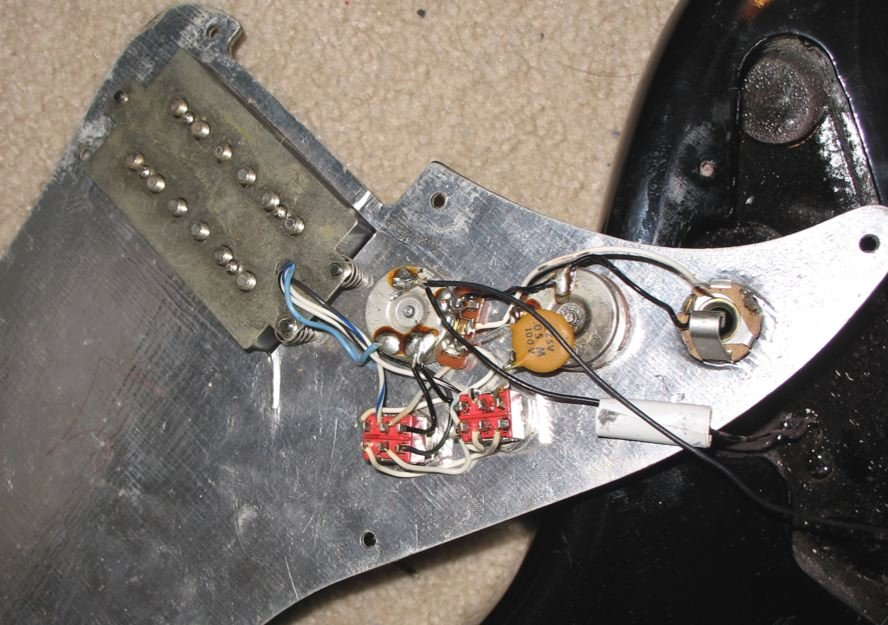
フェンダー・リードのピックガード裏

### フェンダー・スタイル
フェンダースタイルのピックガードはストラトキャスターやテレキャスター（その他多くの類似品）のようなソリッド・ボディ・ギターに直付けされる。フェンダーギターはボディトップに穿孔されているので、それを大きなピックガードが覆っている。ピックアップ、ボリューム類、スイッチや配線といった多くの電気部品がピックガードの裏に取り付けられ、この設計は、ピックガードを外せば修理が簡単に出来るようにしている。ギブソンスタイルのギターの修理は面倒で、特にアコースティックボディのギターでは内部パーツにはf字孔を通じてアクセスするしかない。

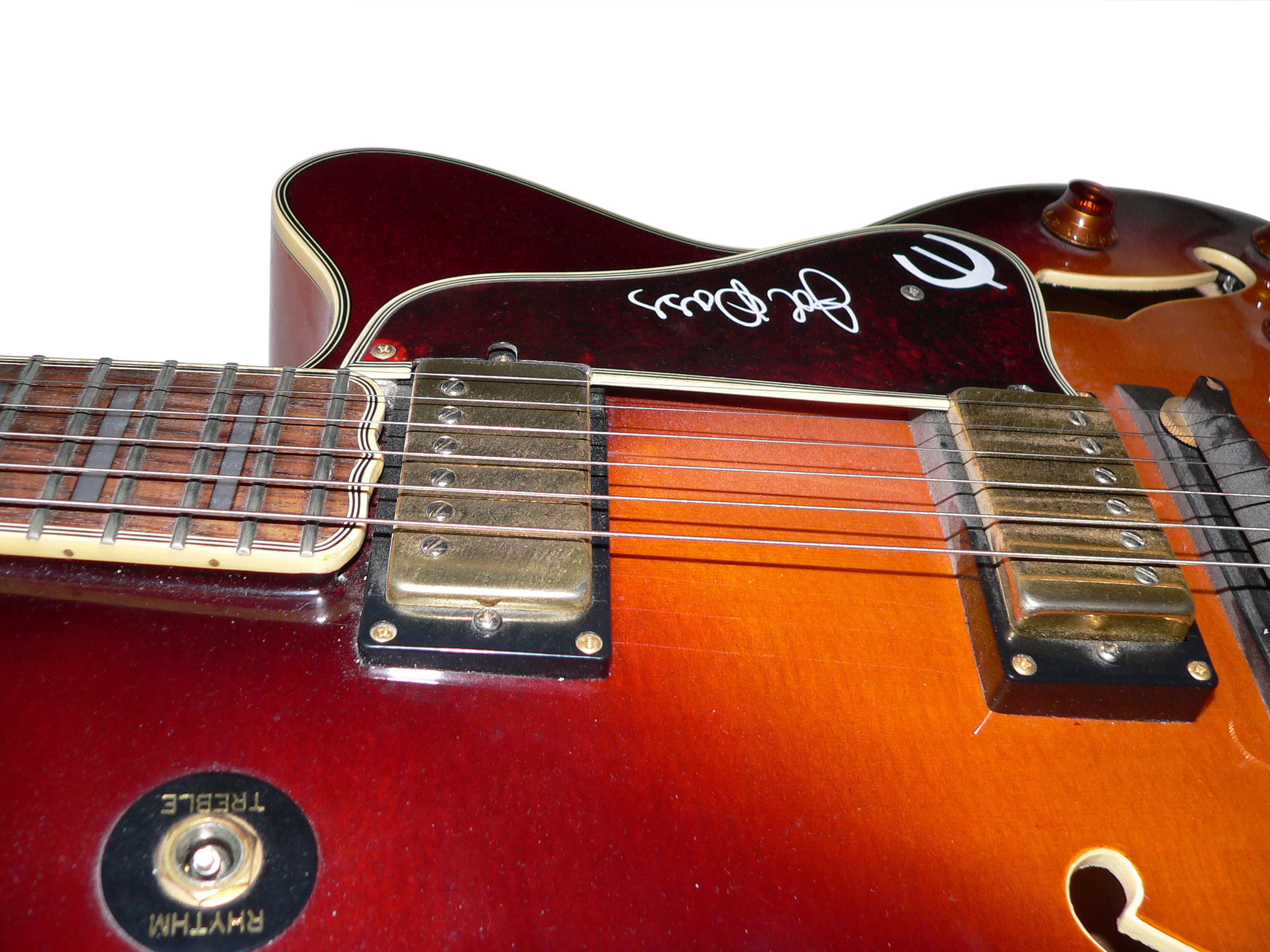
サインとロゴの入ったエピフォン・「ジョー・パス」・エンペラーのピックガード

### 浮揚型
ギブソン・レスポールのようなカーブド・トップのギターでは、ピックガードは高さ調整可能な金属ブラケットで持ち上げられている。この設計は、ギタリストのプレイポジションにあわせた高さに調整可能にし、ピックガードを指を休ませる場所にすることもできる（ゆえに "finger rest" と呼ばれる）。通常、電気部品はこのタイプのピックガードには取り付けられない。

## 素材
カスタムピックガードが様々な素材で作られたのと同時に、大量生産メーカーは色々な合成樹脂を使用している。一般的な素材を以下に挙げる。
- セルロイド - ヴィンテージギターでは一般的で、色やデザインも様々である。しかし今日、いくつかの問題が出ている。

1. 非常に燃えやすい。楽器の近くで煙草を吸うミュージシャンは、火の不始末によりすべてを燃やしてしまうことがある。
2. 溶剤ベースの合成樹脂なので経年収縮の傾向があり、縁が反ってくる。これはボディ材にストレスをあたえ、ひびが生じることがある。これは古いマーティンギターでは顕著である。エレクトリックギターでは、古いピックガード収縮ストレスによりネジの周辺にヒビ割れを生じることがある。

- ビニール - 収縮せず、強い可燃性も無い。
- PVC
- アクリル樹脂

## カスタム・デザイン
ソリッド・ボディのエレクトリック・ギターでは独自デザインや素材を欲するユーザーにより、改造が施される最初のポイントとなっている。多くの企業がユニークな取り替え用ピックガードを用意している。
ピックガードは設計上、意図的に付けられないこともある。たとえばサスティーンを重視するネックスルー構造のスーパーストラトでは合成樹脂パーツを（エスカッションやコントロールノブ等も含め）持たない傾向がある。音を悪くする要素はすべてギターから排除されている。